# Gråryggig fnittertrast
Gråryggig fnittertrast (Trochalopteron ngoclinhense) är en starkt utrotningshotad fågel i familjen fnittertrastar som är endemisk för Vietnam.

## Utseende och läten
Gråryggig fnittertrast är en skygg, 26 cm lång fågel med gyllengula vingar. Den är kastanjebrun på hjässa och nacke, på resten av ovansidan grå med viss olivgrön anstrykning. Stjärten är olivbrun med gyllenbrun ton på ytterfanen. Hand- och armpennor är svarta, dock gyllengula basalt, medan större täckarna är kastanjespetsat olivgröna. Alulans ytterfan är guldgul. På huvudet syns svart tygel och grå örontäckare. Lätet beskrivs som ett kattlikt jamande.

## Utbredning och systematik
Fågeln förekommer i Vietnams västra högländer (berget Ngoc Linh). Tidigare behandlades den som en del av kastanjekronad fnittertrast (Trochalopteron erythrocephalum) och vissa gör det fortfarande.

### Släktestillhörighet
Tidigare inkluderas arterna i Trochalopteron i Garrulax, men genetiska studier har visat att de är närmare släkt med exempelvis prakttimalior (Liocichla) och sångtimalior (Leiothrix).

## Status och hot
Gråryggig fnittertrast är endast känd från ett mycket litet område, där utarmning av dess levnadsmiljö och fångst för burfågelindustrin möjligen får den att minska i antal. Världspopulationen är liten, uppskattningsvis endast mellan 1000 och 2500 vuxna individer. Internationella naturvårdsunionen IUCN kategoriserar därför arten som starkt hotad.